# 廉施者
廉施者（れんししゃ）とは、正教会における聖人の称号であり、日本正教会で用いられる訳語である。医術を用いて病人を無報酬で助け、信仰と祈祷の力によって癒していった人々がこの称号で呼ばれる。なお、以下の一覧に挙げる廉施者の中には、正教会のみならず東方諸教会・西方教会においても崇敬される聖人がいる。
- ギリシャ語：Άγιοι Ανάργυροι
- ロシア語：бессребреник
- 英語：Holy Unmercenaries

## 廉施者の一覧
- コスマスとダミアノス
- 聖大致命女ジナイダとフィロニラ
- キルスとヨハネ
- 聖大致命者廉施者パンテレイモン
- 聖致命者トリフォン